# Antonia z Florencji
Antonia z Florencji (ur. w 1401 we Florencji, zm. 29 lutego 1472) – włoska zakonnica, Błogosławiona Kościoła katolickiego.

## Życiorys
Urodziła się szlacheckiej rodzinie we Florencji. W 1416 roku, w wieku 15 lat, wyszła za mąż. Z tego związku urodziła syna, lecz wkrótce potem jej mąż zmarł. Potem wyszła po raz drugi za mąż, jednak jej mąż zmarł krótko po ślubie. Wówczas wstąpiła do zakonu franciszkanek tercjarek regularnych. Przebywała kolejno w zakonach w Foligno i Akwilei, gdzie była przełożoną przez czternaście lat. Chcąc żyć w większej surowości zakonnej, wsparta radami Jana Kapistrana założyła nową społeczność, nazwaną imieniem św. Klary Ubogiej. Niedługo potem zaczęły dołączać młode kobiety z okolicznych miejscowości. Antonia zarządzała zgromadzeniem przez siedem lat.
Zmarła mając 71 lat w opinii świętości. Została beatyfikowana przez papieża Piusa IX w 1847 roku.

## Relikwie
Ciało Antoniny spoczywa w L’Aquila i pozostaje do dziś w nienaruszonym stanie, a jej oczy są nadal otwarte. Przy jej grobie zdarzały się liczne wypadki uznawane za cudowne.